# Nelicurvius
Nelicurvius – rodzaj ptaków z podrodziny wikłaczy (Ploceinae) w rodzinie wikłaczowatych (Ploceidae).

## Zasięg występowania
Rodzaj obejmuje gatunki występujące na Madagaskarze.

## Morfologia
Długość ciała około 15 cm; masa ciała 20–28 g.

## Systematyka

### Etymologia
- Nelicurvius: epitet gatunkowy Parvus nelicourvi Scopoli, 1786[5] (tamilska nazwa Nellukuruvi na określenie zięby lub astrylda)[6].
- Saka: epitet gatunkowy Ploceus sakalava Hartlaub, 1861 (Sakalawa (malg. Sakalava), rdzenna grupa etniczna z Madagaskaru)[7]. Gatunek typowy: Ploceus sakalava Hartlaub, 1861.

### Podział systematyczny
Takson wyodrębniony ostatnio z Ploceus. Do rodzaju należą następujące gatunki:
- Nelicurvius nelicourvi (Scopoli, 1786) – wikłacz potokowy
- Nelicurvius sakalava (Hartlaub, 1861) – wikłacz nizinny